# Бузенберг (Пфальц)
Бузенберг (нем. Busenberg) — община в Германии, в земле Рейнланд-Пфальц.
Входит в состав района Юго-западный Пфальц. Подчиняется управлению Данер Фельзенланд. Население составляет 1337 человек (на 31 декабря 2010 года). Занимает площадь 9,64 км².
- Бузенберг - Busenberg
- Еврейское кладбище в Бузенберге
- Еврейское кладбище в Бузенберге
- Еврейское кладбище в Бузенберге
- Руины замка Драхенфельс